# Яковлев, Дмитрий Яковлевич
Дмитрий Яковлевич Яковлев (7.11.1900, Слобода Селивановская Маньково-Березовской волости Донецкого округа области войска Донского — 6.09.1941) — советский военачальник, полковник (1939), участник Гражданской и Великой Отечественной войн. 
Расстрелян 6 сентября 1941 года по приговору военного трибунала после оставления города Великие Луки. Реабилитирован в 1958 году. 

## Биография
Украинец. Военное образование: Красная кавалерийская школа в Тифлисе (1921), 6-я Харьковская пехотная школа (1924), Высшая школа культурно-физического развития в Ленинграде (1926), Ленинградские бронетанковые КУКС РККА им. А. С. Бубнова (1932 и 1933). 
В январе 1918 года вступил в ряды Морозовского красногвардейского отряда, затем в составе 1-го Саратовского кавалерийского полка участвовал в подавлении восстания казаков в области войска Донского. С мая 1919 года — красноармеец и начальник команды конных разведчиков в составе 138-го стрелкового и 1-го Донского кавалерийского полков, сражался на Южном фронте. В мае 1920 года его полк был переименован сначала в 119-й кавалерийский полк, а при формировании 21-й кавалерийской дивизии — в 121-й кавалерийский полк, в составе 2-го конного корпуса, затем 2-й конной армии принимал участие в боях в Северной Таврии, на Никопольском плацдарме и в Крыму. Затем его полк был переброшен в состав 18-й кавалерийской дивизии 2-й конной армии и в марте 1921 года участвовал в установлении советской власти в Грузии. 
17 марта 1921 года обучался на пулемётных курсах при 18-й командной кавалерийской школе в Тифлисе, затем проходил службу в 105-м кавалерийском полку 18-й кавалерийской дивизии: помощник командира эскадрона, командир взвода. В марте 1922 года переведен в 37-й стрелковый полк Дагестанской дивизии, был начальником пулемёта, старшиной, командиром взвода. С ноября 1923 по декабрь 1931 года — в 238-м стрелковом полку 80-й стрелковой дивизии: помощник командира и командир взвода пулемётной команды, командир взвода полковой школы, командир взвода, пулемётной роты, начальник команды одногодичников. С октября 1926 по май 1932 года учился сначала в Высшей школе культурно-физического развития, затем на Ленинградских бронетанковых КУКС РККА, после их окончания назначен начальником штаба Одесской автобронетанковой школы. 
В октябре 1932 года назначен начальником штаба отдельного танкового батальона 51-й стрелковой дивизии, с мая 1935 года — командир отдельного танкового батальона в 15-й механизированной бригаде, в 1936 году получил звание капитана, в 1937 году — майора, с октября 1937 года — командир 37-й механизированной бригады Московского военного округа. В конце 1938 года его бригада была преобразована в 37-ю отдельную легко-танковую и в июле 1939 года передислоцирована в Монголию, во время военного конфликта на р. Халхин-Гол она находилась в резерве и в боевых действиях не участвовала. В 1939 году Яковлев получил звание полковника. 
С ноября 1940 года командовал 13-й отдельной легко-танковой бригадой Прибалтийского военного округа, с марта 1941 года — сформированной в Орловском военном округе 48-й танковой дивизией 23-го механизированного корпуса. 

### В годы Великой Отечественной войны
В июле 1941 года его дивизия включена в состав Западного фронта и участвовала в Смоленском сражении, действовала в районе Невеля, затем в районе Великих Лук. 19 июля противник захватил Великие Луки, но уже 21 июля 1941 года 48-я дивизия в составе 22-й армии участвовала в освобождении Великих Лук. 
В ходе Великолукского сражения 25 августа 1941 года дивизия вынуждена была оставить город, командир дивизии полковник Д. Я. Яковлев был арестован и предан суду Военного трибунала. 

### Военный трибунал
Начштаба 48-й танковой дивизии полковник И. И. Ющук описал в своих воспоминаниях беседу с арестованным Д. Я. Яковлевым:
В два часа ночи, когда ты отдыхал, — сказал Дмитрий Яковлевич, — меня вызвал к себе полковник <Кузнецов>, представитель командования Запфронтом для наведения порядка в частях и соединениях 22-й армии, который приказал:
— С утра сегодня (28 августа 1941 года) контратаковать противника всеми частями 48-й танковой дивизии в юго-западном направлении, нанести удар по тылам противника и запять станцию Назимово и оборонять ее до особого распоряжения.

Я ему пытался доказать, что в нашей дивизии отсутствуют танки, артиллерия и другие средства усиления. Кроме того, 48-я танковая дивизия при выходе из окружения понесла значительные потери людьми, и с одними винтовками, голодными, измученными бойцами против танков врага да еще на глубину 30 км контратака невозможна. Эта затея, сказал я, кроме напрасной гибели людей, не даст никаких результатов. Несмотря на мои доводы, полковник повторил свой приказ в категорической форме. Видя явный абсурд его приказа, я также в категорической форме отказался его выполнить. И вот видишь, какой результат. Мне угрожают расстрелом, — сказал Дмитрий Яковлевич. — Но я не сомневаюсь, что с этим делом наверху разберутся в мою пользу.
1 сентября Военный трибунал Западного фронта осудил Д. Я. Яковлева по ст. 193—2, п. “д” и 193—17, п. «б» УК РСФСР к высшей мере наказания — расстрелу, с конфискацией имущества и лишением воинского звания полковника. Яковлев был признан виновным в том, что, «являясь командиром 48-й танковой дивизии, преступно-халатно относился к исполнению своих служебных обязанностей и не выполнил ряд боевых приказов вышестоящего командования».
Определением Военной коллегии Верховного суда СССР от 18 декабря 1958 года приговор военного трибунала Западного фронта был отменён и дело прекращено «за отсутствием состава преступления». 

## Награды
- Медаль «XX лет РККА»